# Johann Schepenstede
Johann Schepenstede († 1388 in Lübeck) war Ratsherr der Hansestadt Lübeck.

## Leben
Johann Schepenstede war der Sohn des Lübecker Ratsherrn Johann von Schepenstede. Er ist seit 1350 als Lübecker Ratsherr belegt und war 1365 Lübecker Krieghauptmann im Ersten Waldemarkrieg gegen Dänemark. 1367 war er Kämmereiherr. 1370 und 1371 war er als Gesandter der Stadt in Nowgorod und verhandelte Neufassungen der Schra, der inneren Verfassung des dortigen Kontors der Hanse, dem Peterhof. Schepenstede war gemeinsam oder im Wechsel mit dem Bürgermeister Simon Swerting und dem Ratsherrn Hermann von Osenbrügge Vertreter Lübecks auf etlichen Hansetagen der Zeit von 1368 bis 1388. Er war ab 1375 Kirchenvorsteher der Petrikirche (Lübeck).
Johann Schepenstede war dreimal verheiratet. Durch seine zweite Ehe mit Adelheid Warendorp konnte er eine 1361 eingetretene erhebliche finanzielle Schieflage mittels des Vermögens seiner Ehefrau ausgleichen. Die dritte Ehe mit Margarethe Warendorp führte zu einer weiteren erheblichen Mitgift, so dass Schepenstede in den 1370er Jahren zu den vermögendsten Kaufleuten der Stadt gehörte und 1378 der Hansestadt Lüneburg ein Darlehen über 1000 Mark gewähren konnte. Außerhalb der Stadt gehörte ihm land- und forstwirtschaftlicher Grundbesitz in Niendorf, Reecke, Groß Schenkenberg. In der Stadt bewohnte er zunächst bis 1341 die Mengstraße 18 und später die Königstraße 75. 1380 errichtete er sein bei Jacob von Melle abgedrucktes Testament.
Seine Tochter Margarethe Schepenstede heiratete 1388 den Ratsherrn Reyner von Calven. Ihr Wappen findet sich auf dem Grabstein ihres Sohnes, des Lübecker Bürgermeisters Wilhelm von Calven in der Aegidienkirche (Lübeck). Seine Tochter Katharina heiratete den Ratsherrn Johann Lüneburg.